# Felix Großschartner

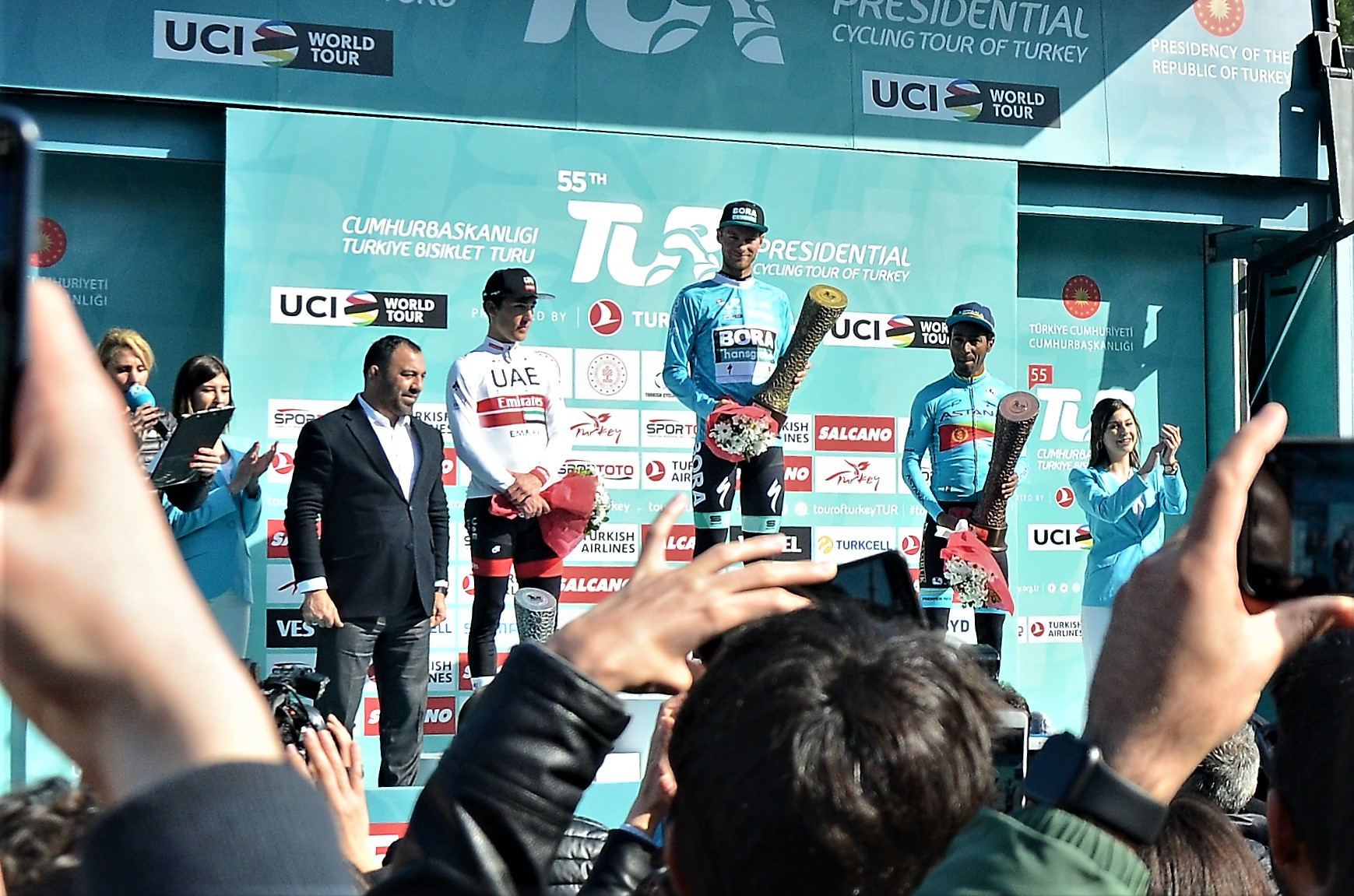
Großschartner (Mitte) bei der Siegerehrung der Türkei-Rundfahrt 2019

Felix Großschartner (* 23. Dezember 1993 in Wels) ist ein österreichischer Radrennfahrer. Er gilt als Bergspezialist.

## Karriere
Großschartner fuhr erstmals 2012 für ein UCI Continental Team, die österreichische Mannschaft RC ARBÖ Gourmetfein Wels. 2014 wurde er österreichischer Bergmeister. Im Jahr 2015 gewann er das Eintagesrennen Trofeo Piva, die Bergwertung der Österreich-Rundfahrt und eine Etappe des Giro della Regione Friuli Venezia Giulia. Zum Saisonende 2015 fuhr er als Stagiaire beim UCI WorldTeam Tinkoff-Saxo. 2016 wechselte Großschartner zum polnischen UCI Professional Continental Team CCC Sprandi Polkowice, für das er mit dem Giro d’Italia 2017 seine erste Grand Tour bestritt. Im Jahr darauf erhielt er bei Bora-hansgrohe seinen ersten regulären Vertrag bei einem WorldTeam und belegte in dieser Saison bei den UCI-WorldTour-Rundfahrten Paris-Nizza den 10. und Tour of Guangxi den zweiten Rang. Außerdem belegte er auf einer Bergetappe des Giro d’Italia den dritten Platz und wurde 27. der Gesamtwertung.
Im April 2019 gewann Großschartner mit der Türkei-Rundfahrt erstmals ein Etappenrennen der UCI WorldTour. Basis dafür war sein Sieg bei der fünften Etappe mit einer schweren Bergankunft, bei der er seinen letzten Begleiter Merhawi Kudus etwa 700 Meter vor dem Ziel abschüttelte. Im Jahr 2020 bestritt Großschartner die Tour de France als Helfer und bekam bei der Vuelta a España erstmals die Chance, eine Grand Tour als Kapitän zu bestreiten, die er als Neunter abschließen konnte. Die Vuelta a España 2021 beendete er als Gesamtzehnter. Im Jahr 2022 wurde er Österreichischer Staatsmeister im Straßenrennen.
Zur Saison 2022 wechselte Großschartner zum UAE Team Emirates um den zweifachen Tour-de-France-Sieger Tadej Pogačar. Im Jahr darauf gewann er die Erstaustragung der von der UEC veranstalteten Bergfahr-Europameisterschaften. 2024 trug er im Giro d’Italia 2024 zum Sieg Pogačars bei.

## Erfolge
2012
- Mannschaftszeitfahren Tour of Szeklerland

2014
- Österreichischer Meister – Berg

2015
- Trofeo Piva
- Bergwertung Österreich-Rundfahrt
- eine Etappe Giro della Regione Friuli Venezia Giulia

2019
- Gesamtwertung und eine Etappe Türkei-Rundfahrt

2020
- eine Etappe Burgos-Rundfahrt

2021
- eine Etappe Tour of the Alps

2022
- Österreichischer Staatsmeister – Straßenrennen, Einzelzeitfahren

2023
- Europameisterschaften – Bergzeitfahren

2024
- Österreichischer Staatsmeister – Einzelzeitfahren

2025
- Österreichischer Staatsmeister – Einzelzeitfahren

## Grand-Tour-Platzierungen
| Grand Tour            | 2017 | 2018 | 2019 | 2020 | 2021 | 2022 | 2023 | 2024 |
| --------------------- | ---- | ---- | ---- | ---- | ---- | ---- | ---- | ---- |
| Giro d’ItaliaGiro     | 78   | 27   | –    | –    | 42   | –    | –    | 31   |
| Tour de FranceTour    | –    | –    | –    | 63   | –    | 52   | 23   | –    |
| Vuelta a EspañaVuelta | –    | –    | 36   | 9    | 10   | –    | –    | –    |